# Honnali, Basavakalyan
Honnali là một làng thuộc tehsil Basavakalyan, huyện Bidar, bang Karnataka, Ấn Độ.